# Acadèmie des Sciences d’Outre-Mer
Acadèmie des Sciences d’Outre-Mer (wolne tłumaczenie: Akademia Studiów Zamorskich) – francuskie towarzystwo naukowe założone w 1922 roku, którego obszar badań dotyczy przede wszystkim geografii i historii, głównie Afryki, Ameryki Łacińskiej, Azji i Oceanii. W swojej bibliotece przechowuje się ponad 70 000 dzieł, które stanowią ważny materiał źródłowy do badania kultur byłych kolonii i terytoriów zamorskich. Akademia przyznaje nagrody i stypendia za badania naukowe za granicą. Jej dewizą jest: Savoir, Comprendre, Respecter, Aimer (wiedza, zrozumienie, szacunek, miłość). Wydaje czasopisma: Hommes et Destins, Annuaire (Rocznik) i Mondes et Cultures.

## Historia
Założona w 1922 roku przez Paula Bourdarie i Alberta Lebruna w celu badania kwestii istotnych dla krajów kolonialnych, stąd pierwotna nazwa Académie des sciences coloniales. W czerwcu 1957 r. zmieniła swą nazwę na obecną.

## Władze i członkowie
- Raphaël Barquisseau (1960)
- Gérard Conac (obecny prezydent)